# Benetton Rugby Treviso 2008-2009

## Super 102008-09

### Stagione regolare
| Incontro                         | Andata | Ritorno |
| -------------------------------- | ------ | ------- |
| GRAN Parma — Benetton Treviso    | 3-20   | 12-31   |
| Benetton Treviso — Veneziamestre | 38-13  | 9-9     |
| Viadana — Benetton Treviso       | 14-20  | 14-25   |
| Benetton Treviso — Petrarca      | 34-15  | 13-19   |
| Capitolina — Benetton Treviso    | 18-21  | 14-51   |
| Benetton Treviso — Parma         | 9-27   | 22-22   |
| Rovigo — Benetton Treviso        | 10-13  | 13-24   |
| Calvisano — Benetton Treviso     | 28-26  | 19-26   |
| Benetton Treviso — Rugby Roma    | 29-19  | 15-23   |

#### Risultati della stagione regolare
| Posizione | G  | V  | N | P | PF  | PS  | DP   | B | Pt |
| --------- | -- | -- | - | - | --- | --- | ---- | - | -- |
| 2ª        | 18 | 12 | 2 | 4 | 426 | 292 | +134 | 7 | 59 |

### Fase finale
| Turno | Incontro                     | Andata | Ritorno |
| ----- | ---------------------------- | ------ | ------- |
| SF    | Calvisano — Benetton Treviso | 18-13  | 6-15    |
| F     | Viadana — Benetton Treviso   | 20-29  | 20-29   |

## Coppa Italia 2008-09

### Prima fase
| Incontro                         | Risultato |
| -------------------------------- | --------- |
| Benetton Treviso — GRAN Parma    | 20-7      |
| Rugby Roma — Benetton Treviso    | 7-47      |
| Benetton Treviso — Veneziamestre | 3-26      |
| Petrarca — Benetton Treviso      | 15-13     |

#### Risultati della prima fase
| Posizione | G | V | N | P | PF | PS | DP  | B | Pt |
| --------- | - | - | - | - | -- | -- | --- | - | -- |
| 3ª        | 4 | 2 | 0 | 2 | 86 | 55 | +31 | 3 | 11 |

## Heineken Cup 2008-09

### Prima fase
| Incontro                      | Andata | Ritorno |
| ----------------------------- | ------ | ------- |
| Perpignano — Benetton Treviso | 27-16  | 48-16   |
| Benetton Treviso — Leicester  | 16-60  | 0-52    |
| Ospreys — Benetton Treviso    | 68-8   | 36-16   |

#### Risultati della prima fase
| Posizione | G | V | N | P | PF | PS  | DP   | B | Pt |
| --------- | - | - | - | - | -- | --- | ---- | - | -- |
| 4ª        | 6 | 0 | 0 | 6 | 72 | 291 | -219 | 0 | 0  |

## Verdetti
- Benetton Treviso campione d'Italia.
- Benetton Treviso qualificato alla Heineken Cup 2009-10.
- Benetton Treviso qualificato alla Supercoppa italiana 2009.